# Кардозо, Жозе Ромейро
Жозе́ Ромейро Кардозо (порт.-браз. José Romeiro Cardoso; 3 июля 1933, Риу-дас-Флорис — 4 января 2008, Сан-Паулу), в некоторых источниках Жозе Ромейро Кардозо Нето (порт.-браз. José Romeiro Cardoso Neto) — бразильский футболист, левый нападающий.

## Карьера
Ромейро родился в районе Табоас муниципалитета Риу-дас-Флорис. Он начал карьеру в клубе «Америка» в 1952 году. Три года спустя футболист занял с командой второе место в чемпионате штата Рио-де-Жанейро. В 1958 году Ромейро перешёл в клуб «Палмейрас», где дебютировал 21 декабря 1958 года в матче с «Ботафого» из Рибейран-Прету (3:2), где забил один из голов. В своей второй игре, 4 января 1959 года с эквадорской «Барселоной» (4:1), футболист забил три гола. В том же сезоне он помог своей команде выиграть чемпионат штата Сан-Паулу, первый для «Палмейраса» за девять лет. При этом в финальной игре клуб встречался с «Сантосом», победив его со счётом 2:1. А Ромейро стал тем игроком, который забил решающий гол в этой встрече ударом со штрафного удара. А всего в сезоне футболист провёл 66 матчей и забил 45 мячей. Годом позже команда отпраздновала победу в розыгрыше Чаши Бразилии, где Ромейро забивал по голу в обоих финальных играх с «Форталезой». За «Палмейрас» нападающий выступал до 1962 года, проведя 114 матчей (70 побед, 22 ничьи и 22 поражения) и забил 62 гола, по другим данным 117 матчей и 63 гола, по третьим данным 116 матчей и 63 гола. Последнюю встречу за команду Ромейро сыграл 16 декабря 1962 гола против «Ферровиарии» (2:1). Также в 1962 году нападающий недолго играл за «Понте-Прету».
В 1963 году Ромейро уехал в Колумбию, в клуб «Мильонариос». Там он играл до 1965 года, выиграв два чемпионата страны. Затем игрок выступал за «Депортиво Кали». После чего форвард возвратился в Бразилию, выступая в клубах  и «Санта-Круз». Затем форвард играл за «Атлетико Хуниор», где завершил карьеру в 1967 году.  Завершив карьеру футболиста, Ромейро стал тренером молодёжи, в частности он с клубом «Насьонал» выиграл Кубок Сан-Паулу среди молодёжных команд в 1972 году, а годом ранее с «Палмейрасом» отпразновал победу в чемпионате штата среди молодёжи. В последние годы жизни он поселился  в Помпее, а работал в футбольных школах Озаску и Пердизисе. 4 января 2008 года Ромейро умер от сердечного приступа. Он был похоронен на кладбище Араса

## Международная статистика
| Матчи Ромейро за сборную Бразилии | Матчи Ромейро за сборную Бразилии | Матчи Ромейро за сборную Бразилии | Матчи Ромейро за сборную Бразилии | Матчи Ромейро за сборную Бразилии | Матчи Ромейро за сборную Бразилии | Матчи Ромейро за сборную Бразилии |
| --------------------------------- | --------------------------------- | --------------------------------- | --------------------------------- | --------------------------------- | --------------------------------- | --------------------------------- |
| №                                 | Дата                              | Место проведения                  | Оппонент                          | Счёт                              | Голы                              | Турнир                            |
| 1                                 | 12 июня 1956                      | Асунсьон                          | Парагвай                          | 2:0                               | —                                 | Кубок Освалдо Круза               |
| 2                                 | 17 июня 1956                      | Асунсьон                          | Парагвай                          | 5:2                               | —                                 | Кубок Освалдо Круза               |

## Достижения
- Обладатель Кубка Освалдо Круза: 1956
- Чемпион штата Сан-Паулу: 1959
- Обладатель Чаши Бразилии: 1960
- Чемпион Колумбии: 1963, 1964

## Личная жизнь
Ромейро был женат на Марии Жозе Мартинс. У них было трое детей — Луис Антонио, Жозе Карлос и Анжелика.